# Callichthys
Genre
Callichthys est un genre de poissons-chats d'eau douce appartenant à la famille des Callichthyidae.

## Liste des espèces
Selon FishBase (29 octobre 2017) et World Register of Marine Species (29 octobre 2017) :
- Callichthys callichthys (Linnaeus, 1758)
- Callichthys fabricioi Román-Valencia, Lehmann A. & Muñoz, 1999
- Callichthys oibaensis Ardila Rodríguez, 2006
- Callichthys serralabium Lehmann A. & Reis, 2004